# Hippotis tubiflora
Hippotis tubiflora är en måreväxtart som beskrevs av Richard Spruce och Karl Moritz Schumann. Hippotis tubiflora ingår i släktet Hippotis och familjen måreväxter. Inga underarter finns listade i Catalogue of Life.